# Anna Freudová
Anna Freudová (3. prosince 1895, Vídeň – 9. října 1982, Londýn) byla rakousko-uhersko-britská psychoanalytička, dcera zakladatele psychoanalýzy Sigmunda Freuda. 
Je zakladatelkou egopsychologie a dětské psychoanalýzy. Jejím nejvýznamnějším konceptem jsou obranné mechanismy Ega a systém paralelních vývojových linií. Věnovala se též problému puberty a adolescence. Byla 99. nejcitovanějším psychologem ve 20. století.

## Život
Narodila se ve Vídni jako šesté a poslední dítě zakladatele psychoanalýzy Sigmunda Freuda a jeho manželky Marthy Bernays.

## Obrany Ega
Freudová navázala především na otcovu práci Já a Ono z roku 1923, který se zde zabývá svým modelem psychických instancí (Ono, Já, Nadjá). Svou pozornost nejprve soustředila na problém, jaké obrany užívá Ego v analytickém procesu vůči impulsům z Id (Ono), které psychoanalytická technika probouzí a vyvolává. Úkolem analytika bylo podle Freudové především interpretovat tyto obrany, odhalit je pacientovi, tím je zlikvidovat a přimět ho tak k náhledu, jaký pudový impuls ho vlastně trápí. Problém je, že některé obrany Ega jsou nevědomé, a také že některé obranné techniky jsou vrostlé přímo do charakteru člověka. Proto se interpretace soustřeďuje především na tyto aspekty Ega, a proto se také psychoanalýza vlivem Freudové pozvolna přetransformovala na ego-psychologii, neboť pudový impuls – původní předmět zájmu freudovské psychoanalýzy – prakticky zcela ustoupil do pozadí. Vrůstání obran do charakteru také umožnilo přesun pozornosti analytiků k normální osobnosti, klasická freudovská analýza se soustřeďovala naopak na psychopatologii. Své poznatky o obranách Ega Freudová shrnula především do přelomové práce Ego a obranné mechanismy z roku 1936, která je považována za jedno ze standardních děl o psychoanalýze. Zde rozlišila 10 základních obranných technik Ega:
- vytěsnění
- projekce
- reaktivní výtvor
- popření
- přemístění
- izolace
- potlačení
- sublimace
- regrese
- agování.

Na Freudové práce o obranách navázal zejména Ernst Kris a Joseph Sandler, který pracoval spolu s Freudovou na klinice v Hampsteadu a vypracoval zde diagnostický systém tzv. Hampsteadský index obran.

## Sebrané spisy
- Sv. 1. Introduction to Psychoanalysis: Lectures for Child Analysts and Teachers (1922–1935)
- Sv. 2. Ego and the Mechanisms of Defense (1936)
- Sv. 3. Infants Without Families Reports on the Hampstead Nurseries by Anna Freud
- Sv. 4. Indications for Child Analysis and Other Papers (1945–1956)
- Sv. 5. Research at the Hampstead Child-Therapy Clinic and Other Papers (1956–1965)
- Sv. 6. Normality and Pathology in Childhood: Assessments of Development (1965)
- Sv. 7. Problems of Psychoanalytic Training, Diagnosis, and the Technique of Therapy (1966–1970)
- Sv. 8. Psychoanalytic Psychology of Normal Development

## Česká vydání
- FREUD, Anna. Já a obranné mechanismy. Překlad Babka, Petr. 2. vyd. Praha: Portál, 2023. 144 s. ISBN 978-80-262-2025-1.
- FREUDOVÁ, Anna. Psychoanalysa pro pedagogy. Překlad Růžička, Jaroslav. Praha: Nakladatelství Volné myšlenky, 1937. 78 s.